# Arabische specht
De Arabische specht (Dendrocoptes dorae synoniem: Dendrocopos dorae) is een vogel uit de familie Picidae (Spechten).

## Verspreiding en leefgebied
Deze soort komt voor op het Arabisch Schiereiland.

## Status
De grootte van de populatie is in 2010 geschat op 10.000-20.000 volwassen vogels. Op de Rode lijst van de IUCN heeft deze soort de status gevoelig.